# Uperodon globulosus
Uperodon globulosus  es una especie de anfibio anuro de la familia Microhylidae. Se distribuye por la mayor parte del sur, centro y este de la India y por la mayor parte de Bangladés. Es una especie fosorial.